# Universitat del Nord d'Arizona
La Universitat del Nord d'Arizona és una universitat pública localitzada a Flagstaff, Arizona, als Estats Units. Posseeix 36 campus satèl·lits per tot l'estat. Ofereix cursos de graduació i postgrau. La Classificació Carnegie d'Institucions d'Ensenyament Superior la classifica com a "universitat amb una intensa activitat de recerca". Està administrada per l'Arizona Board of Regents, un comitè que administra el sistema públic d'universitats de l'estat d'Arizona.